# 尾鷲市ふれあいバス
尾鷲市ふれあいバス（おわせしふれあいバス）は、三重県尾鷲市のコミュニティバスである。

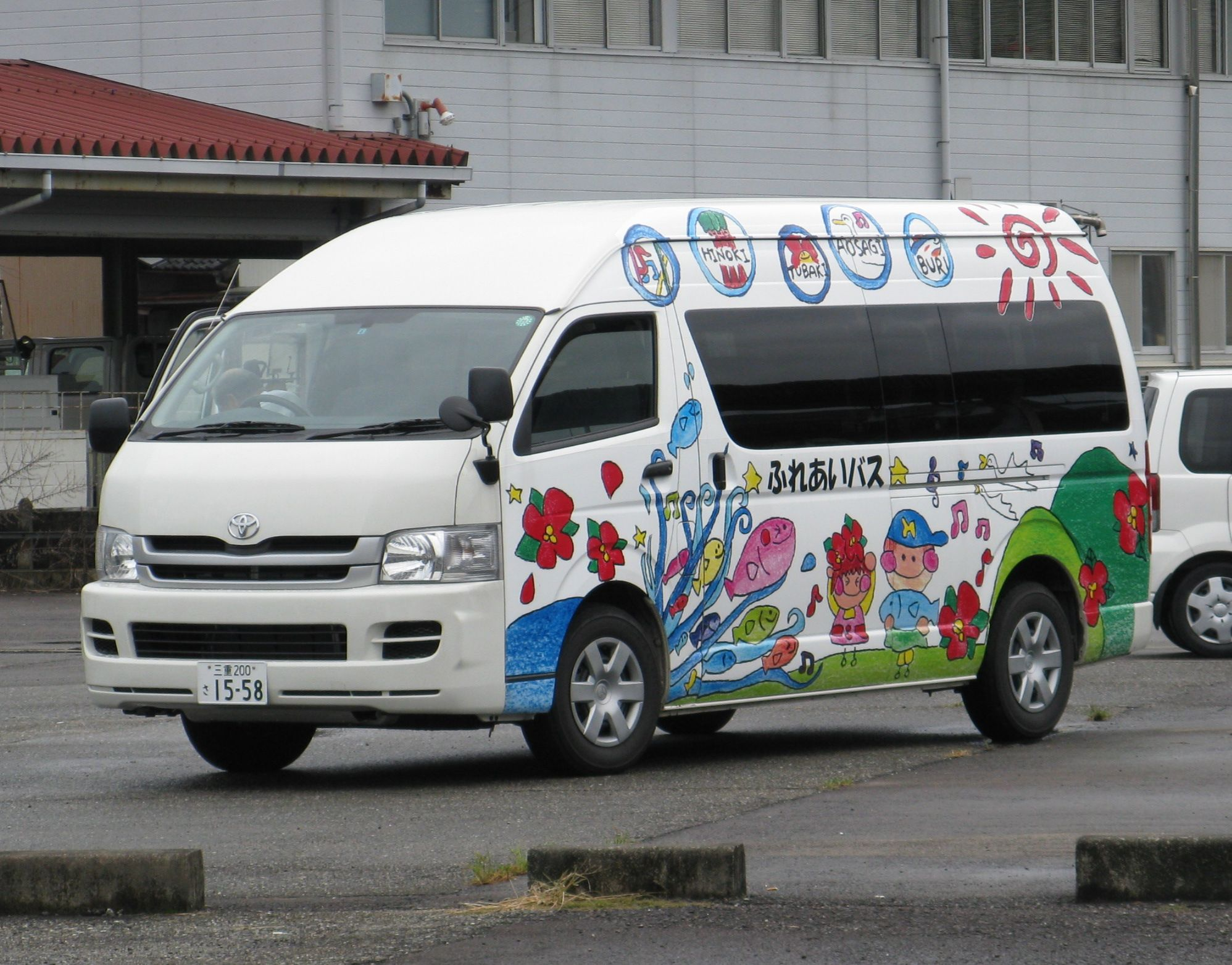
ふれあいバス（尾鷲駅前にて）

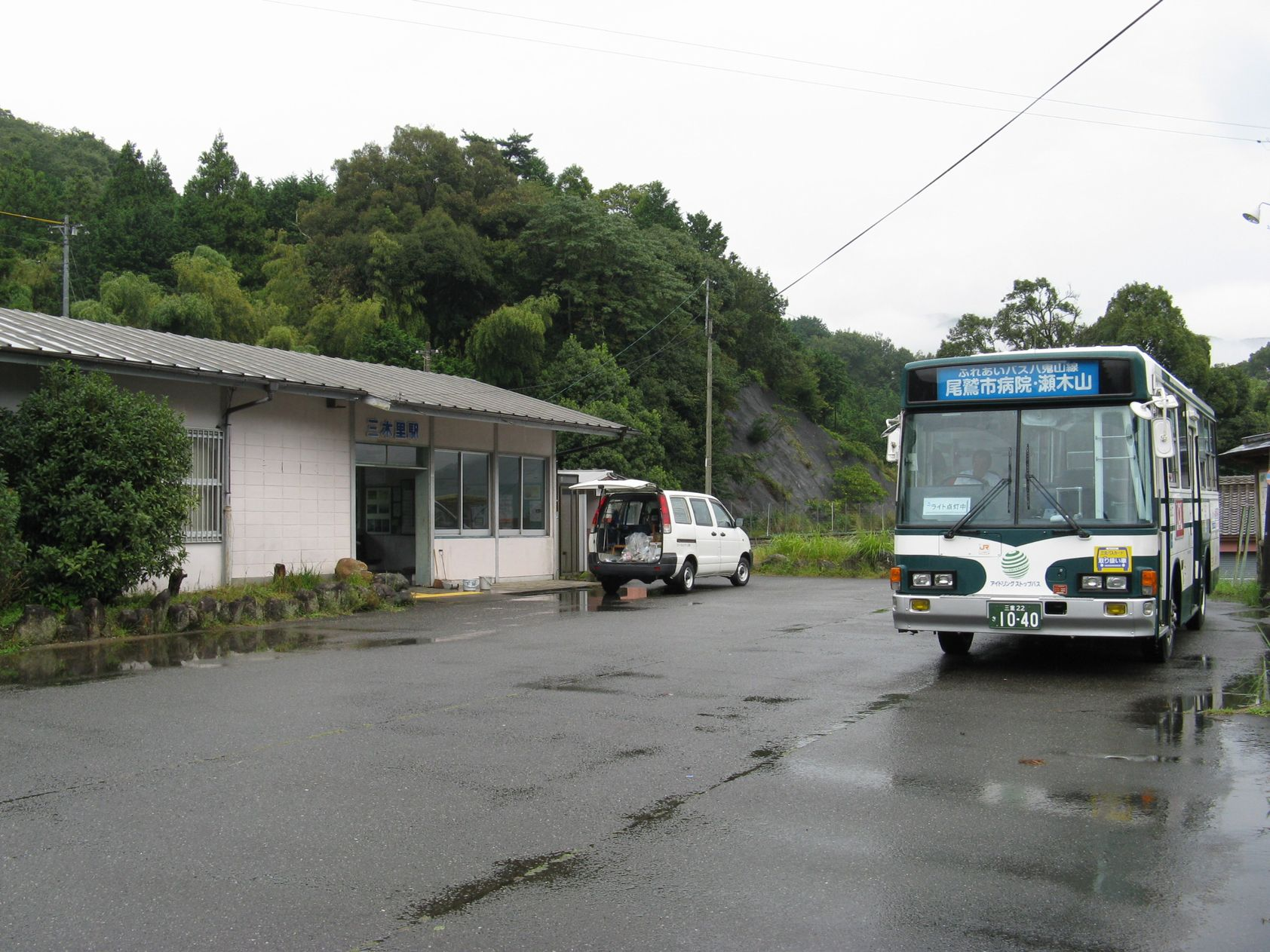
ふれあいバス八鬼山線（三木里駅前にて）

## 概要
- 2005年（平成17年）9月26日 - 市街地直通バス（尾鷲市街－九鬼－三木浦）を試験運行開始。
- 2006年（平成18年）10月1日 - 市街地直通バスを本格運行開始。名称は「ふれあいバス八鬼山線」となる。
- 2009年（平成21年）7月1日 - 尾鷲市内のバス路線を再編し、尾鷲市ふれあいバスの実証運行を開始。「ふれあいバス」と「ふれあいバスハラソ線」[1][2]を運行開始。
- 2012年（平成24年）10月1日 - 須賀利巡航船の廃止に伴い、ふれあいバス須賀利線の運行を開始。
- 2017年（平成29年）10月1日 - 全体にわたって運行の見直しを実施。須賀利線以外の全便が尾鷲駅発着となる。
- 2019年（令和元年）10月1日 - 八鬼山・ハラソ線のダイヤ調整を中心とした運行の見直しを実施。
- 2023年（令和5年）4月1日 - 八鬼山・ハラソ線を「九鬼・早田（はいだ）線」「北輪内線」「南輪内線」の3路線に再編。

## 現行路線
紀伊松本⇔尾鷲駅
- 尾鷲駅 - （天満堤防） - 瀬木山 - 熊野古道センター前 -（夢古道おわせ前） - 紀伊松本 
  - 天満堤防・夢古道おわせ前は尾鷲駅行きでは一部の便は通過する。

市街地巡回
- 尾鷲駅 → 市役所前 → 尾鷲総合病院 → 光ヶ丘 → 尾鷲総合病院 → 尾鷲駅

九鬼・早田線
- 瀬木山 - 尾鷲駅 - 尾鷲市病院前 - 国道矢浜（やのはま） - 九鬼駅 - 九鬼町 - 九鬼駅 - 早田峠 - 早田 - 早田峠 - 三木浦口 - 三木浦
  - 尾鷲市ふれあいバスの運行開始当初からの路線である。
  - 2017年10月1日に運行系統の見直しが行われて4往復全てが尾鷲駅発着となった一方で、全線を通し運転するのは1日1往復のみとなった。その他の便はコノワ・小脇止まりの区間便となった。
  - 2019年10月1日に再度運行系統の見直しが行われ、4往復のうち1往復が尾鷲駅発着から瀬木山発着に延伸された。また、コノワ・小脇止まりの区間便が三木里駅発着に延長され、三木里駅発着が1日3往復に増えた。このため、三木里駅⇔民宿前間は後述のハラソ線と合わせて1日7往復が運行されるようになっている[3]。
  - 2023年4月1日の運行系統の見直しによって1往復増回され、5往復が尾鷲駅 - 早田間を運行するようになった一方、早田 - 三木浦間は2往復に減回され、三木浦 - 三木里駅間は運行されなくなった。

北輪之内線
- 瀬木山 - 尾鷲駅 - 尾鷲市病院前 - 国道矢浜 - 三木里駅 - 民宿前 - 三木浦口 - 三木浦 - コノワ
  - 2023年4月1日の運行系統の見直しにより、八鬼山・ハラソ線を統合する形で誕生した。5往復が運行され、1往復は尾鷲駅止まりの区間便となる。
  - 国道矢浜⇔三木里駅間で熊野尾鷲道路を通行するため、座席にシートベルトを装備した車両が専用で使用されている。

南輪之内線
- 瀬木山 - 尾鷲駅 - 尾鷲市病院前 - 国道矢浜 - 三木里駅 - 賀田 - 賀田中奥 - 賀田駅 - 梶賀
  - 北輪之内線と同じく国道矢浜⇔三木里駅間で熊野尾鷲道路を通行するため、座席にシートベルトを装備した車両が専用で使用されている。
  - 2017年10月1日に運行系統の見直しが行われ、それまでバスが経由しなかった賀田駅⇔賀田中奥間の運行も始まった。
  - 2019年10月1日に運行系統の見直しが行われ、4往復のうち1往復が尾鷲駅発着から瀬木山発着に延伸された。
  - 2023年4月1日に運行系統の見直しが行われ、1往復増回されて5往復となった。また4往復が瀬木山発着、1往復が尾鷲駅発着の区間便となっている。

須賀利線
- （尾鷲総合病院前） ← 島勝 - 旧小学校前 - 西の浜
  - 前述の須賀利巡航船の廃止に伴って運行を開始した。上り・下りの全便とも島勝で三重交通島勝線に接続しているが、上り1便だけは尾鷲市病院前まで直通する。[4]
  - 2023年4月1日に運行系統の見直しが行われ、旧小学校前 - 西の浜間が延伸された。
  - 島勝⇔西の浜間は定時運行とセミデマンド方式を併用しており、セミデマンド便は西の浜→島勝間の車内で申し出があった場合に限って島勝→西の浜間が運行されるシステムになっている。
  - 他路線とは違い、日曜日は全便運休になる。

## 車両
九鬼・早田線、北輪之内線、南輪之内線は三重交通南紀営業所の中型車、その他の路線ではワゴン車で運行されている。
- 三重交通の車両はICカードemica対応になっているが、ふれあいバスとしての運行時にはカードリーダーに使用停止の札がかけられ、使用中止扱いとなる。